# Hermann Gröhe
Hermann Gröhe (ur. 25 lutego 1961 w Uedem) – niemiecki polityk i prawnik, działacz Unii Chrześcijańsko-Demokratycznej (CDU) i jej sekretarz generalny w latach 2009–2013, poseł do Bundestagu, od 2013 do 2018 minister zdrowia.

## Życiorys
Ukończył studia prawnicze na Uniwersytecie Kolońskim. Zdał państwowe egzaminy prawnicze I oraz II stopnia. Pracował jako urzędnik sądowy w Kolonii. W latach 1987–1993 był nauczycielem akademickim na macierzystej uczelni.
Do CDU wstąpił w 1977 jeszcze jako uczeń. Od 1983 do 1989 był przewodniczącym lokalnych struktur Junge Union, młodzieżówki CDU-CSU. W latach 1989–1994 przewodniczył tej organizacji na szczeblu federalnym. W latach 1984–1989 i 1993–1994 zasiadał w radzie powiatu Rhein-Kreis Neuss. W 2001 wszedł w skład rady dyrektorów Fundacji Konrada Adenauera.
W 1994 po raz pierwszy uzyskał mandat posła do Bundestagu. Z powodzeniem ubiegał się o reelekcję w wyborach w 1998, 2002, 2005, 2009, 2013, 2017 i 2021.
Od października 2008 do października 2009 był ministrem stanu w Urzędzie Kanclerza Federalnego w pierwszym rządzie Angeli Merkel (zastąpił Hildegard Müller). W październiku 2009 objął stanowisko sekretarza generalnego Unii Chrześcijańsko-Demokratycznej. Zakończył pełnienie tej funkcji w grudniu 2013, kiedy to Angela Merkel w swoim trzecim gabinecie powierzyła mu stanowisko ministra zdrowia. Urząd ten sprawował do marca 2018.

## Życie prywatne
Jest ewangelikiem, powoływany w skład synodu EKD. Żonaty, ma czworo dzieci.